# Лукашов, Анатолий Иванович
Анатолий Иванович Лукашов (25 августа 1936, Краснодарский край, РСФСР — 16 января 2014, Москва, Российская Федерация) — советский государственный деятель, заместитель председателя Госплана СССР (1983—1991).

## Биография
Окончил военно-морское авиационное училище.
В 1957 г. поступил аппаратчиком шестого разряда на сталинградский завод имени Кирова. Без отрыва от производства окончил Ленинградский технологический институт.
- 1966—1972 гг. — начальник цеха, а затем главный инженер завода синтетического каучука Волжского химкомбината,
- 1972—1983 гг. — главный инженер «Главкаучука», затем — начальник технического управления министерства нефтеперерабатывающей и нефтехимической промышленности СССР,
- 1980—1983 гг. — заместитель министра нефтеперерабатывающей и нефтехимической промышленности СССР,
- 1983—1991 гг. — заместитель председателя Госплана СССР,
- 1992—1996 гг. — вице-президент фонда «Интерприватизация».

В 1998 г. принял участие в выработке концепции новой нефтехимической компании — СИБУР. До 2002 года работал старшим вице-президентом СИБУРа. В последнее десятилетие — советник ряда газо- и нефтехимических компаний по вопросам стратегического развития.